# Arnau Brugués-Davi
Dit is een Spaanse naam; Brugués is de vadernaam en Davi is de moedernaam.
Arnau Brugués Davi (Vic, 5 maart 1985) is een Spaanse tennisspeler. Hij heeft nog geen ATP-toernooi gewonnen, wel deed hij al mee aan een grandslamtoernooi. Hij heeft één challenger in het enkelspel en twee challengers in het dubbelspel op zijn naam staan.

## Palmares
| Legenda                       | Legenda               |
| ----------------------------- | --------------------- |
| Grand Slam                    |                       |
| Olympische Spelen             |                       |
| tot 2009                      | vanaf 2009            |
| Tennis Masters Cup            | ATP Finals            |
| ATP Masters Series            | ATP Tour Masters 1000 |
| ATP International Series Gold | ATP Tour 500          |
| ATP International Series      | ATP Tour 250          |

### Enkelspel
| Nr.                  | Datum        | Toernooi | Ondergrond | Tegenstander in finale | Score         |
| -------------------- | ------------ | -------- | ---------- | ---------------------- | ------------- |
| Gewonnen challengers |              |          |            |                        |               |
| 1.                   | 17 juli 2011 | Penza    | Hardcourt  | Michail Koekoesjkin    | 4-6, 6-3, 6-2 |

### Mannendubbelspel
| Nr.                              | Datum        | Toernooi | Ondergrond | Partner         | Tegenstanders in finale                | Score             |
| -------------------------------- | ------------ | -------- | ---------- | --------------- | -------------------------------------- | ----------------- |
| Gewonnen challengers herendubbel |              |          |            |                 |                                        |                   |
| 1.                               | 17 juli 2011 | Penza    | Hardcourt  | Fabrice Santoro | Sergej Boebka Adrián Menéndez Maceiras | 6-7, 6-2, [10-8]  |
| 2.                               | 5 juni 2012  | Fürth    | Gravel     | João Sousa      | Rameez Junaid Purav Raja               | 7-5, 64-7, [11-9] |

## Resultaten grote toernooien
| Legenda | Legenda                          |
| ------- | -------------------------------- |
| g.t.    | geen toernooi gehouden           |
| l.c.    | lagere categorie                 |
| –       | niet deelgenomen                 |
| G       | uitgeschakeld in de groepsfase   |
| 1R      | uitgeschakeld in de eerste ronde |
| 2R      | uitgeschakeld in de tweede ronde |
| 3R      | uitgeschakeld in de derde ronde  |
| 4R      | uitgeschakeld in de vierde ronde |
| KF      | uitgeschakeld in de kwartfinale  |
| HF      | uitgeschakeld in de halve finale |
| F       | de finale verloren               |
| W       | het toernooi gewonnen            |
| w-v     | winst/verlies-balans             |

### Enkelspel
| Grandslamtoernooien   |      |        |
| Australian Open       | 1R   | 0-1    |
| Roland Garros         | –    | 0-0    |
| Wimbledon             | –    | 0-0    |
| US Open               | –    | 0-0    |
| Winst-verlies         | 0–1  | 0-1    |
| ATP World Tour Finals |      |        |
| ATP World Tour Finals | –    | 0-0    |
| Olympische Spelen     |      |        |
| Olympische Spelen     | g.t. | 0-0    |
| Statistieken          |      |        |
| Totaal aantal titels  | 0    | 0      |
| Totaal winst-verlies  | 1-2  | 1-3    |
| Eindejaarsranking     | 425  | n.v.t. |